# 163470 Kenwallis
163470 Kenwallis è un asteroide della fascia principale. Scoperto nel 2002, presenta un'orbita caratterizzata da un semiasse maggiore pari a 2,9910791 UA e da un'eccentricità di 0,0818047, inclinata di 2,61737° rispetto all'eclittica.